# بتمن: هاش
بتمن: هاش به (انگلیسی:Batman: Hush) یک انیمیشن ابرقهرمانی محصول آمریکا در سال ۲۰۱۹ می‌باشد.

## داستان
چندین ماه است که یک تبهکار مرموز به اسم، هاش در حال دور هم جمع کردن بیشتر تبهکاران گاتهام سیتی از نظیر، جوکر، بین، پویزن آی‌وی، و مترسک است تا یک بار برای همیشه به زندگی بتمن و دیگر اعضای گروه او پایان دهد. او در این جلسهٔ فوق سری از زن گربه‌ای هم دعوت می‌کند، اما او دعوت هاش را نمی‌پذیرد و به بتمن اطلاع می‌دهد که دشمنان او می‌خواهند دست جمعی به کشتار وی بروند. او با زن گربه‌ای و نایت وینگهمدست می‌شود تا جلوی هاش و دیگران را بگیرد. اما آنها نمی‌توانند با این گروه و هاش به تنهایی مبارزه کنند. برای همین بتمن به سراغ سوپرمن می‌رود تا از او کمک بگیرد. اما حین مبارزه پویزن آی‌وی کنترل ذهن سوپرمن به دست می‌گیرد و آن را به جان بتمن می‌اندازد ولی زن گربه ای با تهدید کردن سوپرمن که لویس لین را می‌کشد و سوپرمن به حالت اولیه خودش بر می‌گردد. همچنین مترسک نقشه قتل زن گربه‌ای می‌ریزد و بین به سراغ نایت وینگ می‌رود. در همین حال هم جوکر از راه دور دیده‌بانی می‌دهد. وقتی سوپرمن به حالت عادی اش بازمی‌گردد، بتمن به سراغ جوکر می‌رود و او را شکست می‌دهد. در همین حین هاش، زن گربه‌ای را گروگان می‌گیرد و بتمن را تهدید می‌کند که اگر به محل کمین گاه وی نرود او را می‌کشد. وقتی بتمن به آنجا می‌رود متوجه می‌شود که در واقع هاش، ادوارد نیگما بوده‌است که پس از شنا در چشمه لازاروس پیت همانند راس الغول به ابدیت رسیده‌است. در واقع هاش (ادوارد انیگما) یک سرطان خاصی داشت که قابل درمان نبود و بنابراین مجبور شد به چشمه لازاروس برود.

## بازیگران
- امیردکو در نقش بتمن
- جنیفر موریسون در نقش زن گربه‌ای
- جری اوکانل در نقش سوپرمن
- ربکا رومین در نقش لوئیس لین
- موری استرلینگ در نقش هاش
- رین ویلسون در نقش لکس لوتر
- شان ماهر در نقش دیک گریسون
- پیتون لیست در نقش باربارا گوردون
- بروس توماس در نقش جیمز گوردون
- استوارت آلن در نقش دیمین وین
- جیمز گریت در نقش آلفرد پنی‌ورث
- جفری آرند در نقش ریدلر
- ونسا ال. ویلیامز در نقش آماندا والر
- جیسون اسپیساک در نقش جوکر
- اَدم گیفورد در نقش بین
- پیتون لیست در نقش پویزن آی‌وی
- هایدن والش در نقش هارلی کویین
- تارا استرانگ در نقش خبرنگار
- ساچی آلیسیو در نقش لیدی شیوا